# سحل (سمك)
سُحَل وفي الإنجليزية  sohal surgeonfish أو sohal tang  , و اسمه العلمي ِAcanthurus sohal ، هي سمكة موطنها البحر الأحمر.
تصل إلى طول 40.64 سنتيمتراً أو 16 بوصة في بيئتها الطبيعية.

## أصل وُرود التسمية
وردت كلمة سُحَل في معجم الحيوان للفريق امين معلوف, نقلها عن العالم بيتر فورسكول ولم يذكر الفريق امين اسمها العلمي لانه قال ان الاسم العلمي قد تَبَدل كثيرا، وقد وردت باسميها العربي والعلمي (سُحَل و Acanthurus sohal) في شبكة الأبحاث الزراعية و يبدو ان المقطع الثاني من الاسم العلمي وهو (Sohal) مأخوذ من الكلمة العربية (سُحَل).

## الغذاء
تأكل الطحالب في البحار وفي أحواض تربية الاسماك، والخضروات مثل الخس والقشور أيضا حسب التعود عليها.

## السلوك والدفاع عن النفس
تعتبر السُحَل من الأسماك العدائية اتجاه نفس فصيلتها (بسب طبيعتها الغريزية للهيمنة) , وتشاكس الأسماك الأخرى أيضا، وتدافع عن نفسها بفرد شوكتين في مقدمه ذيلها إتجاه أعدائها أو أي شيء تعتبره خطراً عليها مسببة جروح للمهاجم.

## الاحتياجات والعمر
تحتاج السحل إلى السباحة الكثيرة وهي دائما ترعى الطحالب البحرية، في الحالات الجيدة يصل عمر هذه السمكة من 10 إلى 15 سنة.